# Agrupación Deportiva A Pinguela
Agrupación Deportiva A Pinguela – żeński klub piłki siatkowej z Hiszpanii. Swoją siedzibę ma w Monforte de Lemos. Występuje w Superliga Femenina de Voleibol. Został założony w 1987.